# Aerostática
Aerostática é a parte da estática de fluidos que estuda o equilíbrio dos gases e dos corpos sólidos imersos neles, quando sob influência somente de forças gravitacionais. 
A lei de Arquimedes, segundo a qual um corpo imerso em um fluido (seja ele gasoso ou líquido) sofre a ação de uma força igual ao peso do fluido deslocado, é a principal lei da aerostática, se o fluido for gasoso, ou da hidrostática, se o fluido for líquido. 
O voo de balões e dirigíveis são baseados na aerostática. Na meteorologia, nuvens e névoas obedecem a relações simples entre temperatura e pressão, preditas a partir dos princípios da aerostática.